# Family Disk System
Family Computer Disk System (ファミリーコンピュータ ディスクシステム, Famirī Konpyūta Disuku Shisutemu) – przystawka do konsoli Nintendo Entertainment System, wydana 21 lutego 1986 roku w Japonii przez Nintendo. Urządzenie pozwala na odtwarzania na konsoli NES gier na dyskietkach.

## Historia
Urządzenie opracowano by poszerzyć możliwości konsoli Nintendo. Za projekt urządzenia odpowiedzialna była firma Hudson Soft, która w celu opracowania przystawki wykorzystała technologie używaną wcześniej m.in. w komputerach MSX. Urządzenie wydano 21 lutego 1986 roku i ukazało się wyłącznie w Japonii. Akcesorium spotkało się z dużym sukcesem komercyjnym, ale pozostało dostępne tylko na rodzimym rynku Nintendo. W związku z popularnością akcesorium i rosnącą biblioteką gier, firma Sharp wydała specjalną wersje konsoli NES o nazwie Twin Famicom, wyposażoną we wbudowaną przystawkę Disk System. Produkcję urządzenia zakończono w 1990 roku wraz z debiutem konsoli Super Nintendo Entertainment System, zaś wsparcie dla przystawki zakończono w 2007 roku. Jego następcą została przystawka Satellaview wydana do konsoli SNES. Część biblioteki Famicom Disk System udostępniono w usłudze Virtual Console oraz na specjalnej edycji konsoli Nintendo Entertainment System Mini.

## Oprogramowanie
Biblioteka przystawki objęła wiele produkcji, które należą do najwyżej ocenianych gier stworzonych z myślą o konsoli NES. Wśród nich można wymienić m.in. takie gry jak The Legend of Zelda czy Super Mario Bros. 2. Część z tych tytułów dostępna była także poza Japonią, gdzie ukazały się jednak na kartridżach. Gry na Disk System dystrybuowano w sklepach oraz specjalnych kioskach otwieranych przez Nintendo, w których istniała możliwość nadpisywania gier na już posiadanych przez użytkownika konsoli dyskietkach. Nintendo oferowało też za pośrednictwem kiosków system przypominający dzisiejszy system osiągnięć w grach obecny na platformach konkurentów Nintendo.